# Ford Thunderbird
Ford Thunderbird – samochód osobowy klasy luksusowej produkowany pod amerykańską marką Ford w latach 1954–2005.

## Pierwsza generacja
Ford Thunderbird I został przedstawiony po raz pierwszy w 1954 roku.
Ford Thunderbird był odpowiedzią Forda na dwuosobowy sportowy roadster Chevrolet Corvette. Zaprezentowany został 20 lutego 1954 na salonie samochodowym w Detroit, produkcja ruszyła we wrześniu, a oficjalnie wprowadzono go do sprzedaży 22 października 1954 roku w ramach gamy Forda na 1955 rok. W odróżnieniu od Corvette, Thunderbird miał więcej cech samochodów osobowych oraz bogatsze wyposażenie, lepiej trafiając w gust klientów. Nadwozie było niskie i długie, z poziomą linią od błotników przednich, zakończonych ostro zarysowanymi pojedynczymi reflektorami z „kapturami”, do błotników tylnych, zwieńczonych niskimi płetwami. Pomiędzy reflektorami opadała łagodnie do przodu mało wypukła maska, z chwytem powietrza do gaźnika na szczycie. Atrapa chłodnicy miała formę niskiej kraty, nie sięgającej na całą szerokość, a po jej bokach były okrągłe światła postojowe. Nad chromowanym przednim zderzakiem na atrapie umieszczono dwie ozdobne imitacje wlotów powietrza samolotu, a nad tylnym zderzakiem analogiczne ozdobne wyloty rur wydechowych. Stylistykę uzupełniały typowe dla ówczesnych Fordów duże okrągłe tylne lampy zespolone, imitujące silniki rakietowe. Mimo nieco wyższej ceny bazowej (2944 wobec 2799 dolarów), w pierwszym roku wyprodukowano ich 16 155, przewyższając aż 23-krotnie sprzedaż Corvette. Był on zarazem najdroższym – sztandarowym modelem marki. Jego stylistyka stanowiła wzór dla nowej gamy osobowych Fordów z 1955 roku. Thunderbirdy pierwszej generacji produkowane były tylko w głównych zakładach Forda w Dearborn.

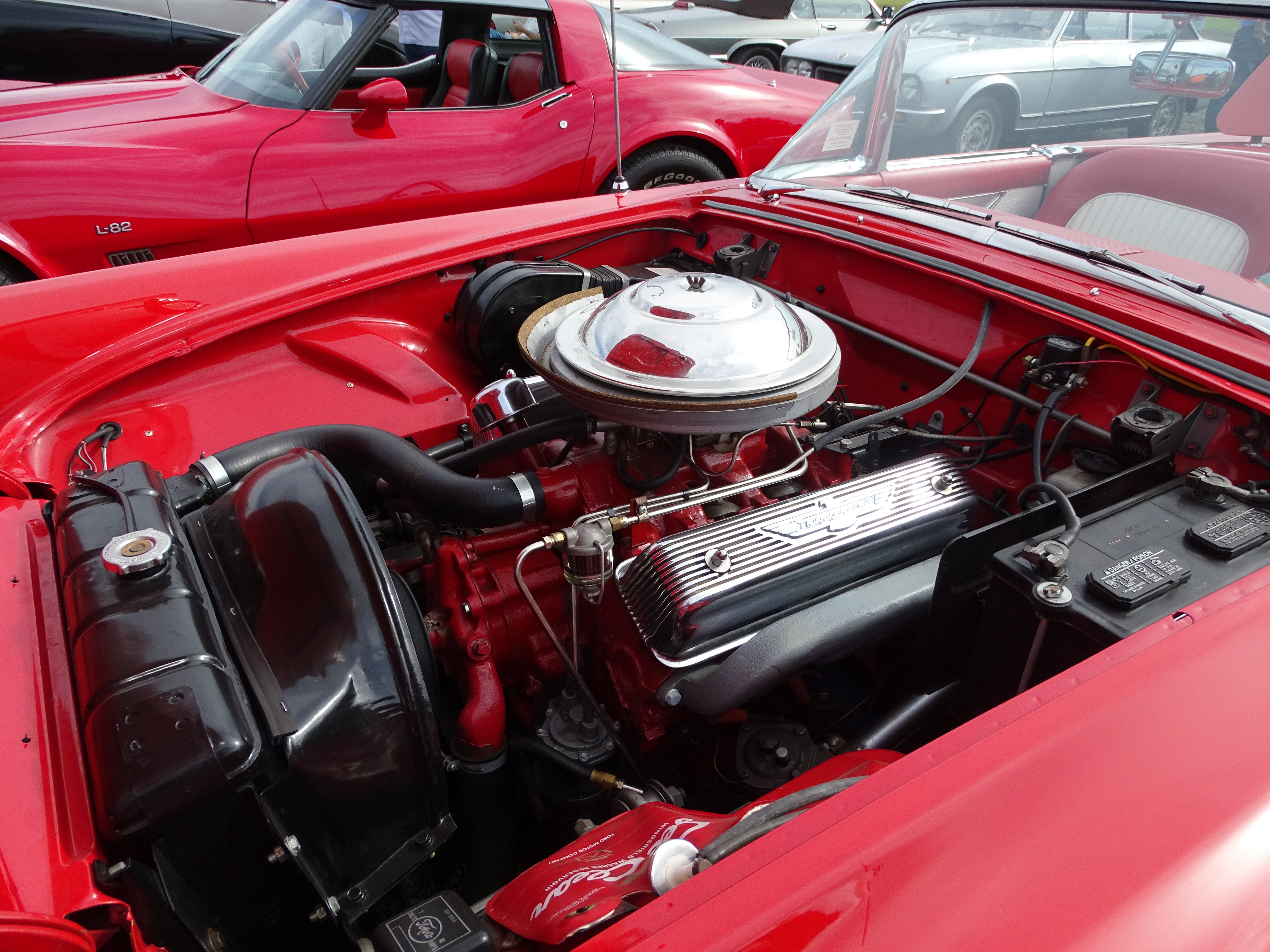
Silnik z 1955 roku

Napęd pierwszego modelu stanowił benzynowy silnik V8 Thunderbird o pojemności 292 cali sześciennych (4,8 l), z czterogardzielowym gaźnikiem, rozwijający moc 193 KM lub opcjonalnie 198 KM z większym stopniem sprężania. Napęd przenoszony był na tylne koła za pośrednictwem trzybiegowej mechanicznej skrzyni biegów, za dopłatą dostępny był nadbieg lub automatyczna skrzynia Ford-O-Matic (178 dolarów). Opony miały rozmiar 6,70×15, a rozstaw osi wynosił 102 cale (259 cm). W wyposażeniu dodatkowym było m.in. radio, elektrycznie sterowane szyby i siedzenia, wspomaganie kierownicy i hamulców oraz składany miękki dach (75$). Dach mógł być zdejmowany w całości. Wkrótce po rozpoczęciu produkcji w wyposażeniu standardowym wprowadzono zdejmowany sztywny dach (hardtop) z włókna szklanego.
W 1956 roku modelowym zmiany zewnętrzne były niewielkie. Przede wszystkim, dla powiększenia bagażnika, koło zapasowe przeniesiono z jego wnętrza i umieszczono pionowo na zewnątrz bagażnika (w stylu Continental), chociaż zmiana rozkładu mas pogorszyła prowadzenie. Z przodu emblemat Forda z dwoma flagami wyścigowymi został zastąpiony przez używanego od tej pory stylizowanego ptaka, symbolizującego nazwę modelu (Thunderbird – mityczny indiański „ptak grzmotu”). W instalacji elektrycznej wprowadzono napięcie 12V zamiast 6V. Moc bazowego silnika wzrosła do 200 KM, lecz opcjonalnie dostępny był mocniejszy silnik V8 Thunderbird Special o pojemności 312 cali sześciennych (5,1 l), z czterogardzielowym gaźnikiem, rozwijający moc 215 KM lub 225 KM. Ta ostatnia opcja, wraz ze skrzynią automatyczną, kosztowała 215 dolarów. Cena bazowa wzrosła do 3151 dolarów, a wyprodukowano w tym roku 15 631 sztuk (ponad cztery razy więcej, niż Corvette).
Na 1957 rok modelowy samochód nieco przestylizowano. Krata atrapy chłodnicy była nieco większa i otoczona od dołu i po bokach wygiętym chromowanym zderzakiem, w który wkomponowano prostokątne światła pozycyjne. Płetwy z tyłu stały się ostrzejsze i rozchylone na boki, a bagażnik został wydłużony i ponownie mieścił koło zapasowe, co polepszyło prowadzenie. Podwójne rury wydechowe zostały wyprowadzone do tyłu w zderzaku. Od tego roku w zakładanym sztywnym dachu wprowadzono także małe okrągłe okienka boczne. Podstawowy silnik 292ci Thunderbird miał moc zwiększoną do 212 KM (stopień sprężania 9,1:1), a 312ci Thunderbird Special do 245 KM (stopień sprężania 9,7:1). Poszerzono gamę silników, dodając wersję silnika 312ci z podwójnym gaźnikiem czterogardzielowym, o mocy 270 KM, a nadto z pojedynczym gaźnikiem i doładowaniem sprężarką, o mocy 300 KM.
Od października 1956 wyprodukowano aż 21 380 samochodów modelu 1957, mimo wzrostu ceny bazowej do 3408 dolarów. Wersja ze sprężarką wymagała dopłaty od 439 do 719 dolarów, w zależności od skrzyni biegów.

### Silnik
- V8 5,1 l (5114 cm³), 2 zawory na cylinder, OHV
- Układ zasilania: gaźnik
- Średnica cylindra × skok tłoka: 96,52 mm × 87,37 mm
- Stopień sprężania: 9,0:1
- Moc maksymalna: 228 KM (168 kW) przy 4800 obr./min
- Maksymalny moment obrotowy: b/d

### Osiągi
- Przyspieszenie 0-80 km/h: 7,5 s
- Prędkość maksymalna: 187 km/h

## Druga generacja

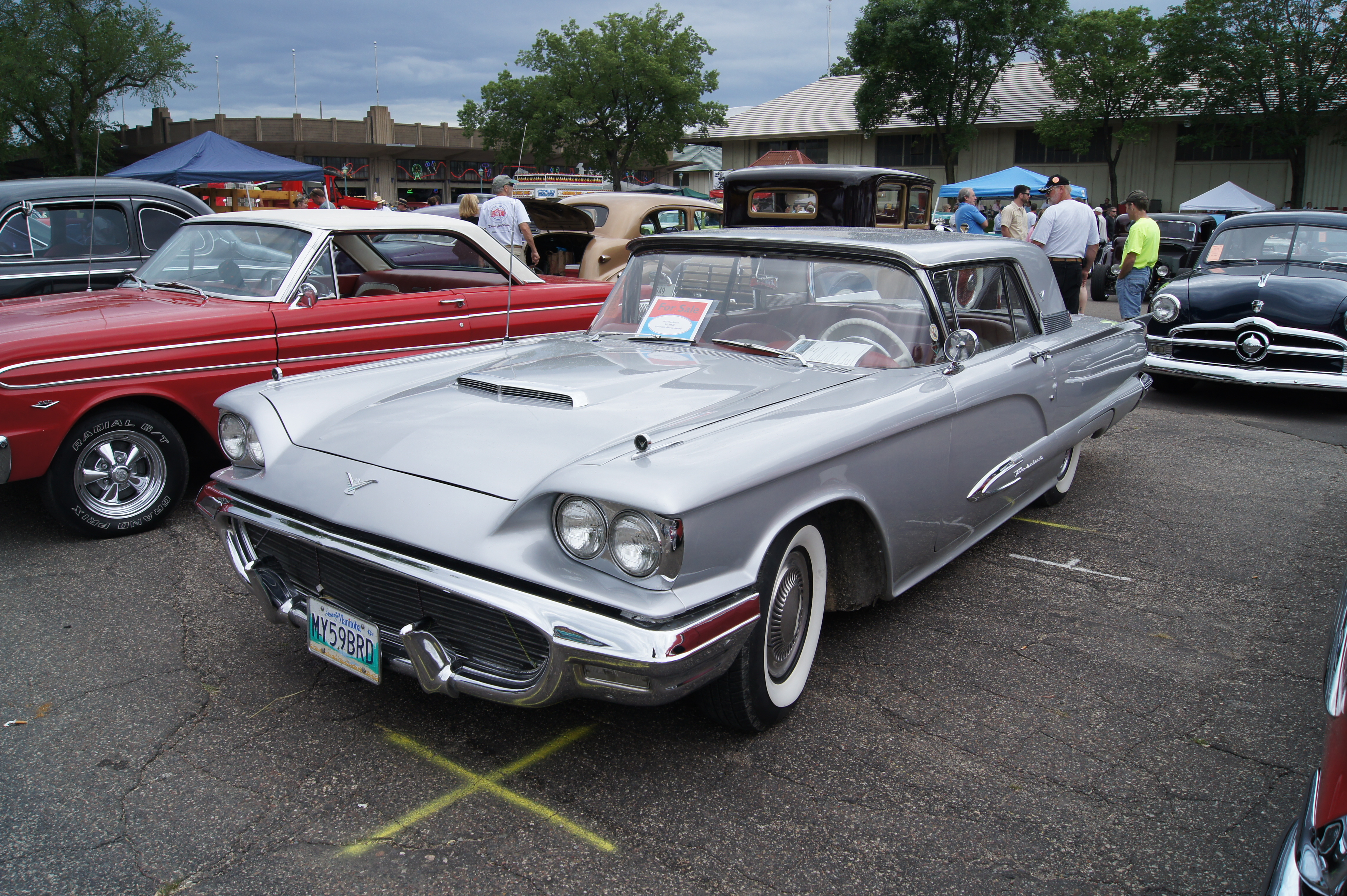
Ford Thunderbird z 1959

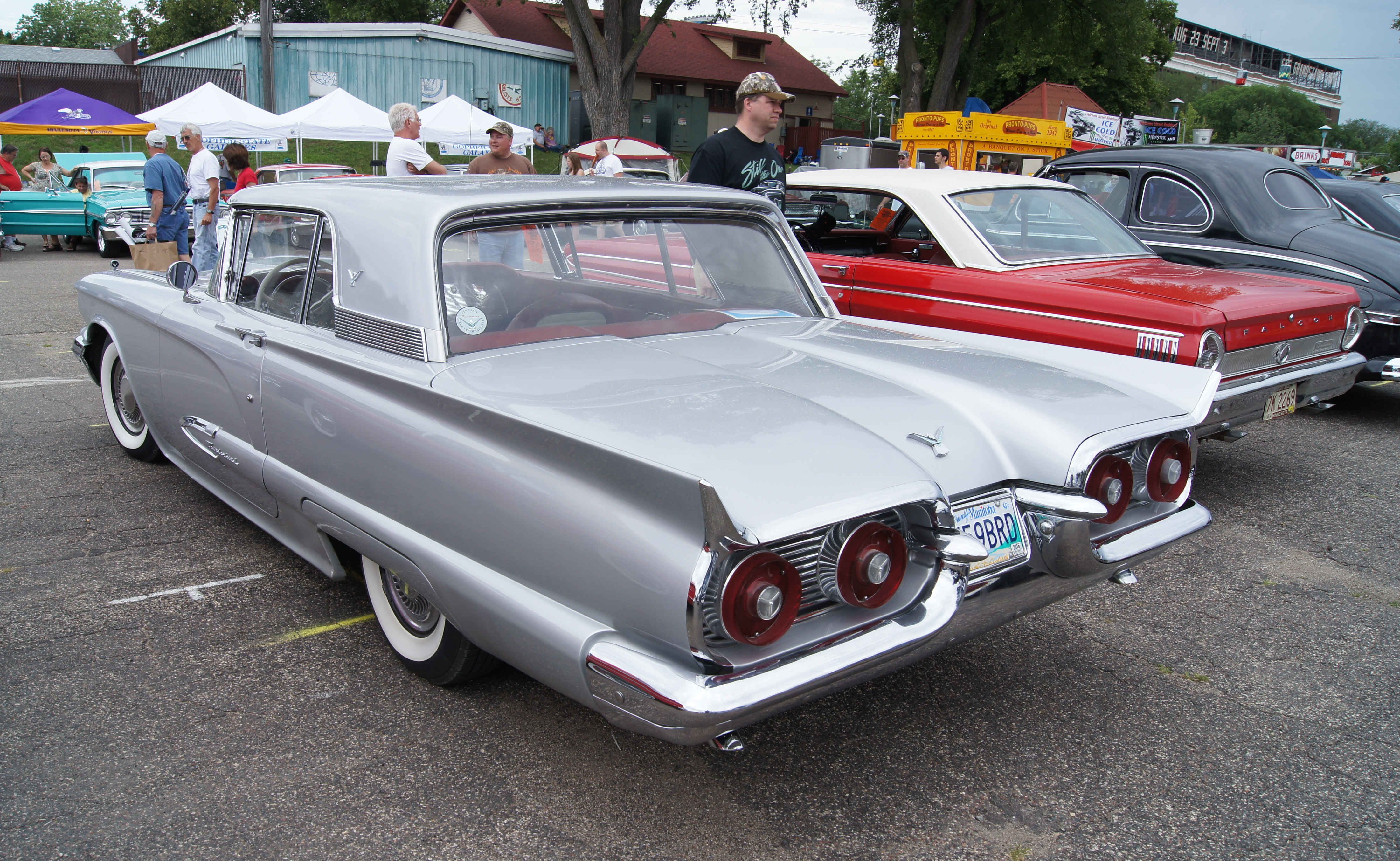
Ford Thunderbird z 1959 – tył

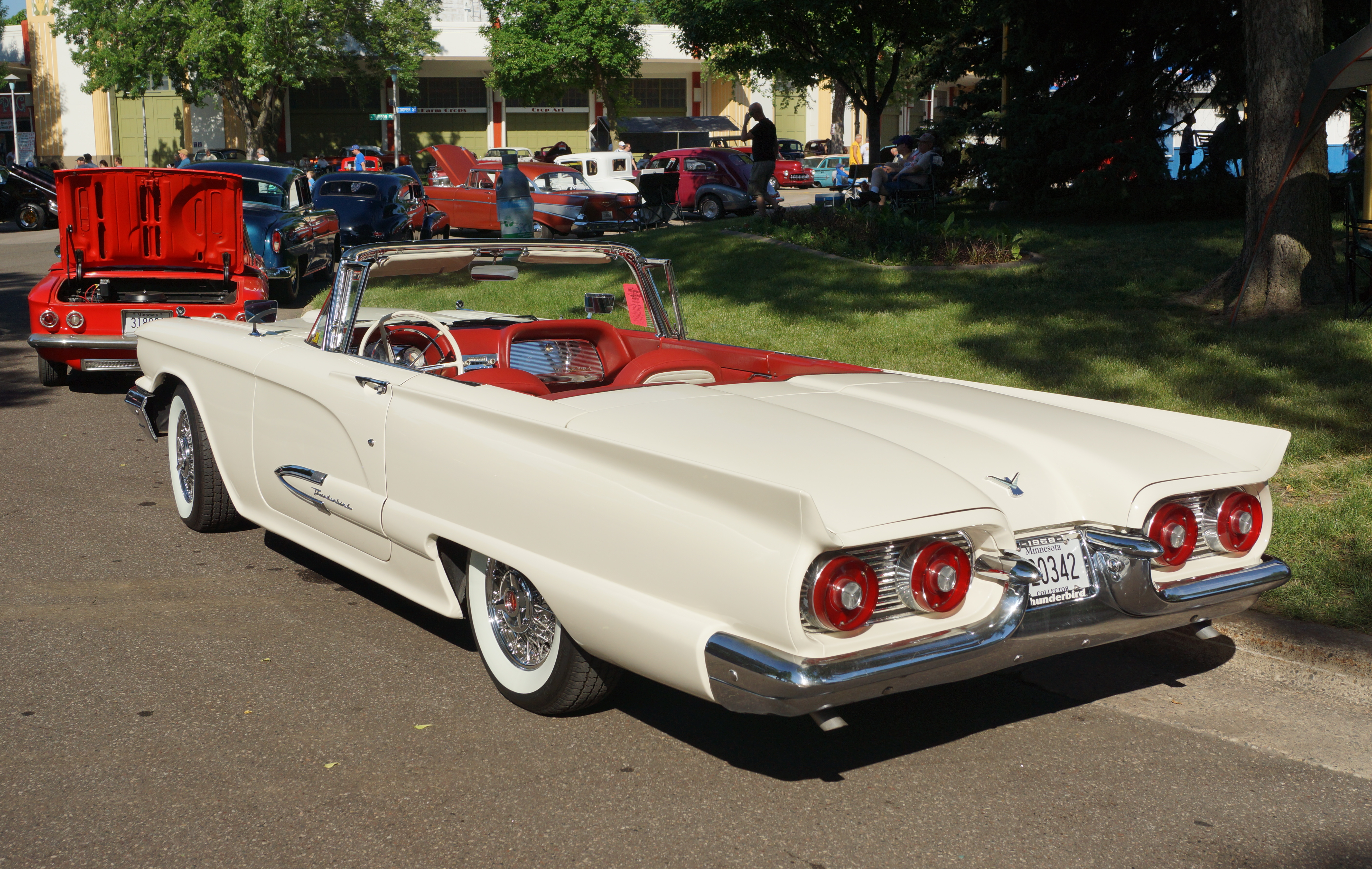
Ford Thunderbird z 1959 kabriolet

Ford Thunderbird II został zaprezentowany po raz pierwszy w 1958 roku.
Druga generacja Thunderbirda trafiła na rynek 4 lata po premierze pierwowzoru, przechodząc gruntową metamorfozę i zmianę charakteru w stosunku do poprzednika. Z dwumiejscowego sportowego roadstera stał się czteromiejscowym samochodem luksusowym (ang. personal luxury car) o sportowym charakterze. Symptomem wyższego pozycjonowania modelu było przeniesienie produkcji do fabryki Lincolna, przy czym nadwozia produkowała specjalizowana firma Budd. Nadwozie stało się dłuższe i szersze, a także ogółem masywniejsze, zyskało charakterystyczne skrzydlate tylne nadkola i obłe proporcje nadwozia. Rozstaw osi wzrósł do 113 cali (287 cm) Stylistyka nawiązywała do poprzedniego roku, lecz wprowadzono podwójne reflektory pod masywnymi kapturami, a chromowany zderzak obejmował w całości siatkową atrapę chłodnicy, także od góry. Również z tyłu pojawiły się cztery okrągłe lampy, ze światłami cofania pośrodku. We wnętrzu znajdowały się cztery kubełkowe fotele. O prawie połowę powiększono też bagażnik. Oferta nadwoziowa obok kabrioletu została wzbogacona o 2-drzwiowy hardtop coupé ze stałym dachem. Profil dachu kojarzony był z wycofanym luksusowym hardtopem Continental Mark II.
Napęd stanowił większy silnik V8 Interceptor Special o pojemności 352 cale sześcienne (5,8 l) i mocy 300 KM. Nadal standardowa była trzybiegowa skrzynia, za dopłatą dostępny był nadbieg lub skrzynia automatyczna Ford-O-Matic. Pod względem konstrukcji, nadwozie od tego roku było samonośne. Cena bazowa modelu 1958 wynosiła 3631 dolarów za hardtop i 3939 dolarów za kabriolet, mimo to sprzedaż znacząco wzrosła i, pomimo recesji na rynku, wyprodukowano aż 37 892 samochodów, w tym tylko 2134 kabriolety. Produkcję samochodu przeniesiono do fabryki w Wixom.
W kolejnym modelu z 1959 roku, wprowadzonym w październiku 1958 roku, dokonano niewielkich zmian stylistyki, głównie zastępując siatkę w atrapie chłodnicy przez poziome listwy oraz zmieniając listwy boczne i panele pod tylnymi światłami na odpowiadające atrapie. W kabriolecie wprowadzono mechanicznie składany dach. Oprócz dotychczasowego silnika pojawił się jako opcja silnik V8 o pojemności 430 cali sześciennych (7 l) i mocy 350 KM, zaadaptowany z Lincolna. Za dopłatą dostępna stała się nowsza automatyczna skrzynia Cruise-O-Matic (razem z mocniejszym silnikiem jej koszt wynosił 419 dolarów). Ceny minimalnie wzrosły, a wyprodukowano jeszcze więcej, bo 67 456 sztuk, w tym 10 261 kabrioletów.
Jeszcze bardziej udany był kolejny 1960 rok modelowy, w którym powstało 92 798 samochodów, stanowiąc ponad 6% produkcji Forda. Ceny wynosiły 3755 dolarów za hardtop i 4222 za kabriolet. Zmiany stylistyczne były niewielkie i objęły głównie atrapę chłodnicy, stosowano też takie same silniki.

### Silnik
- V8 7,0 l (7026 cm³), 2 zawory na cylinder, OHV
- Układ zasilania: gaźnik
- Średnica cylindra × skok tłoka: 110,74 mm × 91,19 mm
- Stopień sprężania: 10,5:1
- Moc maksymalna: 365 KM (269 kW) przy 4600 obr./min
- Maksymalny moment obrotowy: 651 N•m przy 2800 obr./min

## Trzecia generacja

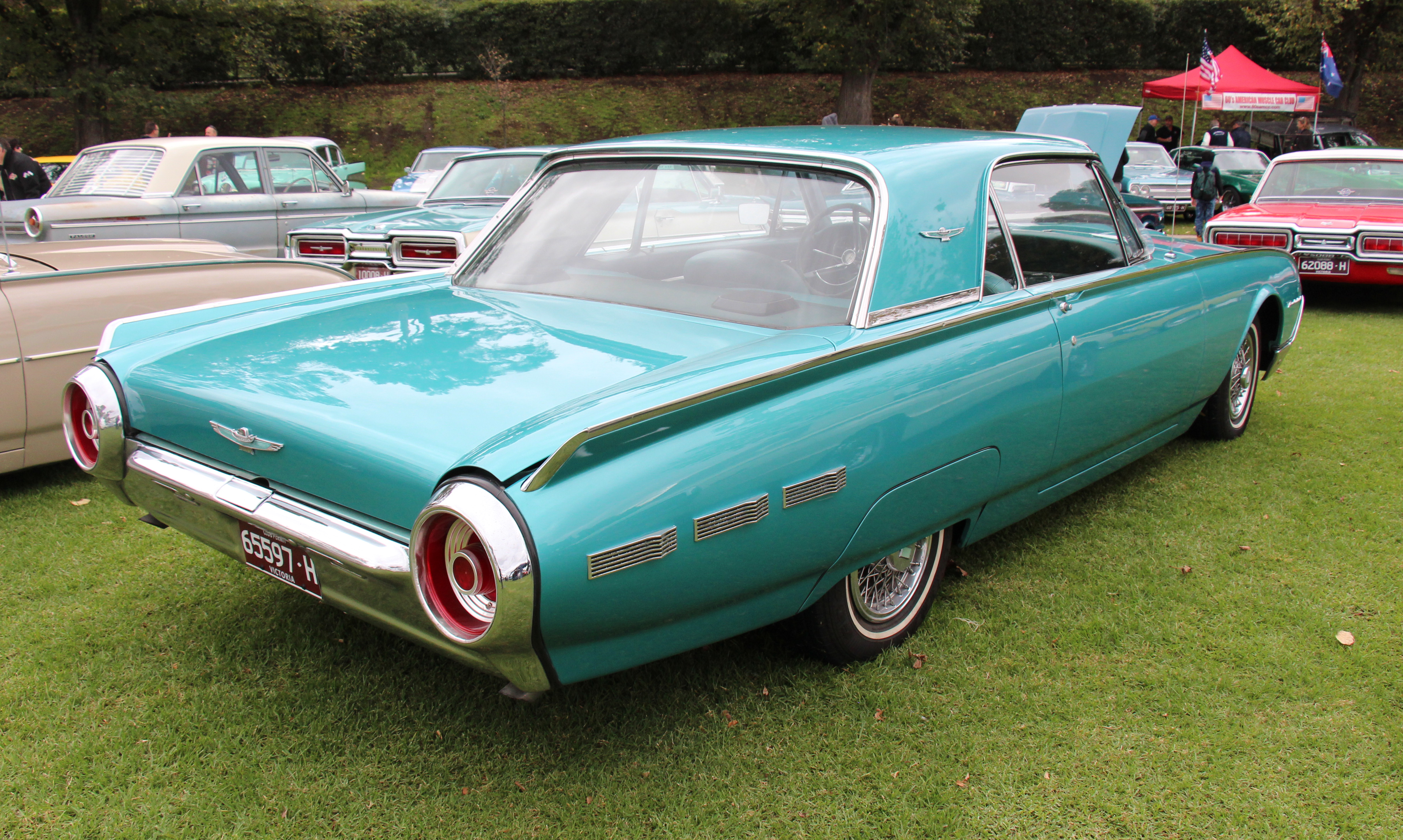
Ford Thunderbird I – tył

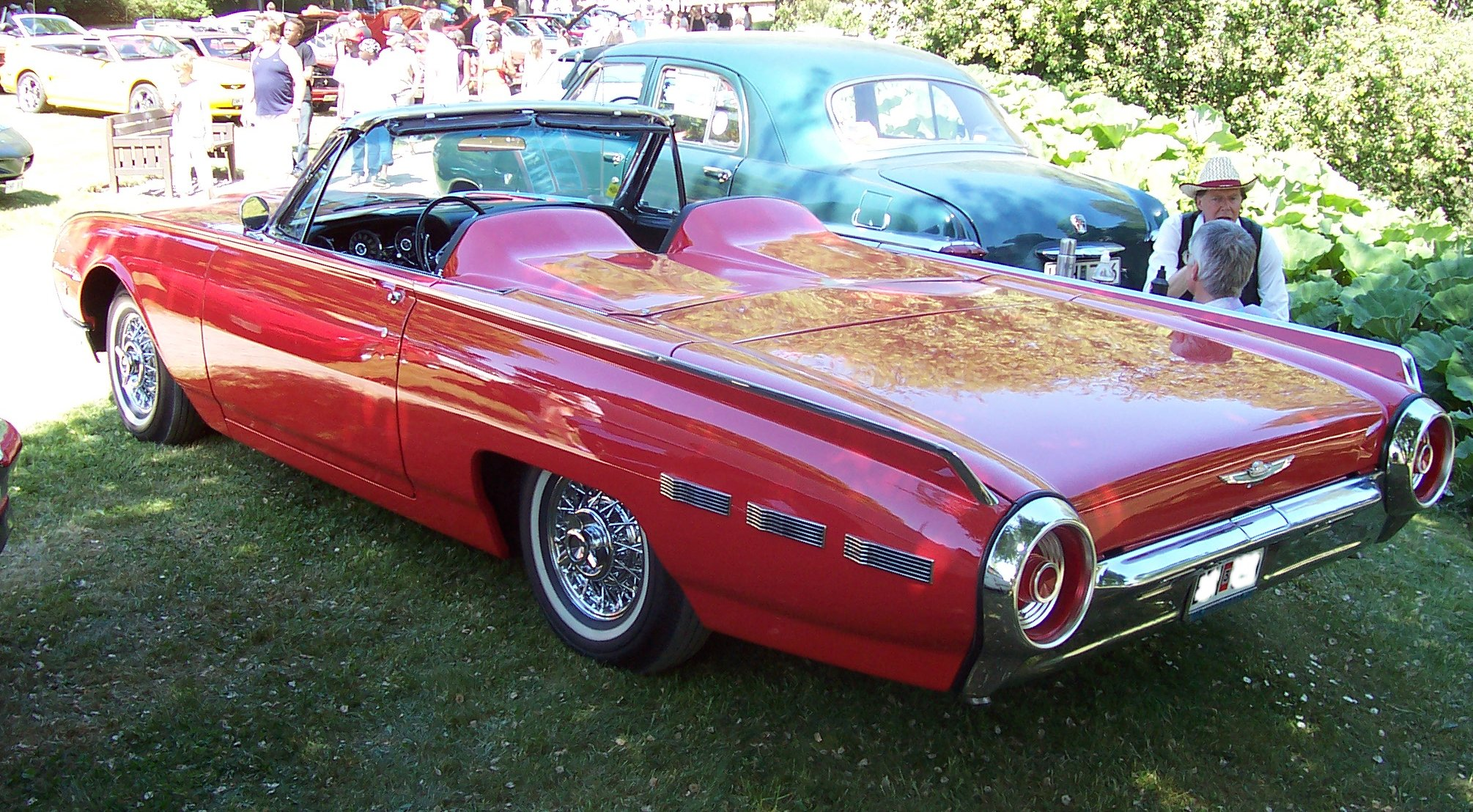
Ford Thunderbird I Cabrio

Ford Thunderbird III został zaprezentowany po raz pierwszy w 1960 roku na 1961 rok modelowy.
Ford Thunderbird trzeciej generacji ponownie został zbudowany według zupełnie nowej koncepcji. Nadwozie zyskało bardziej aerodynamiczne proporcje, na czele z charakterystycznym, szpiczastym przodem z nisko osadzonymi reflektorami. Oryginalny kształt zyskały także tylne lampy, które zyskały okrągły kształt z centralnie umieszczonymi, wyeksponowanymi kierunkowskazami.
Ceny nowego modelu wzrosły o około 10%, do 4172 dolarów za hardtop i 4639 za kabriolet (1961 rok), lecz nadal był sprzedawany w wielkiej liczbie, a pierwszym roku wyprodukowano 73 051 samochodów, w tym 10 516 kabrioletów. W 1962 roku powstało 77 971 samochodów, a w 1963 roku 63 313. W tym ostatnim roku ceny sięgneły 4445 dolarów za hardtop, 4912 za kabriolet, a 5563 dolarów za roadster, których powstało 455.

### Silnik
- V8 6.4l FE 412 KM

## Czwarta generacja

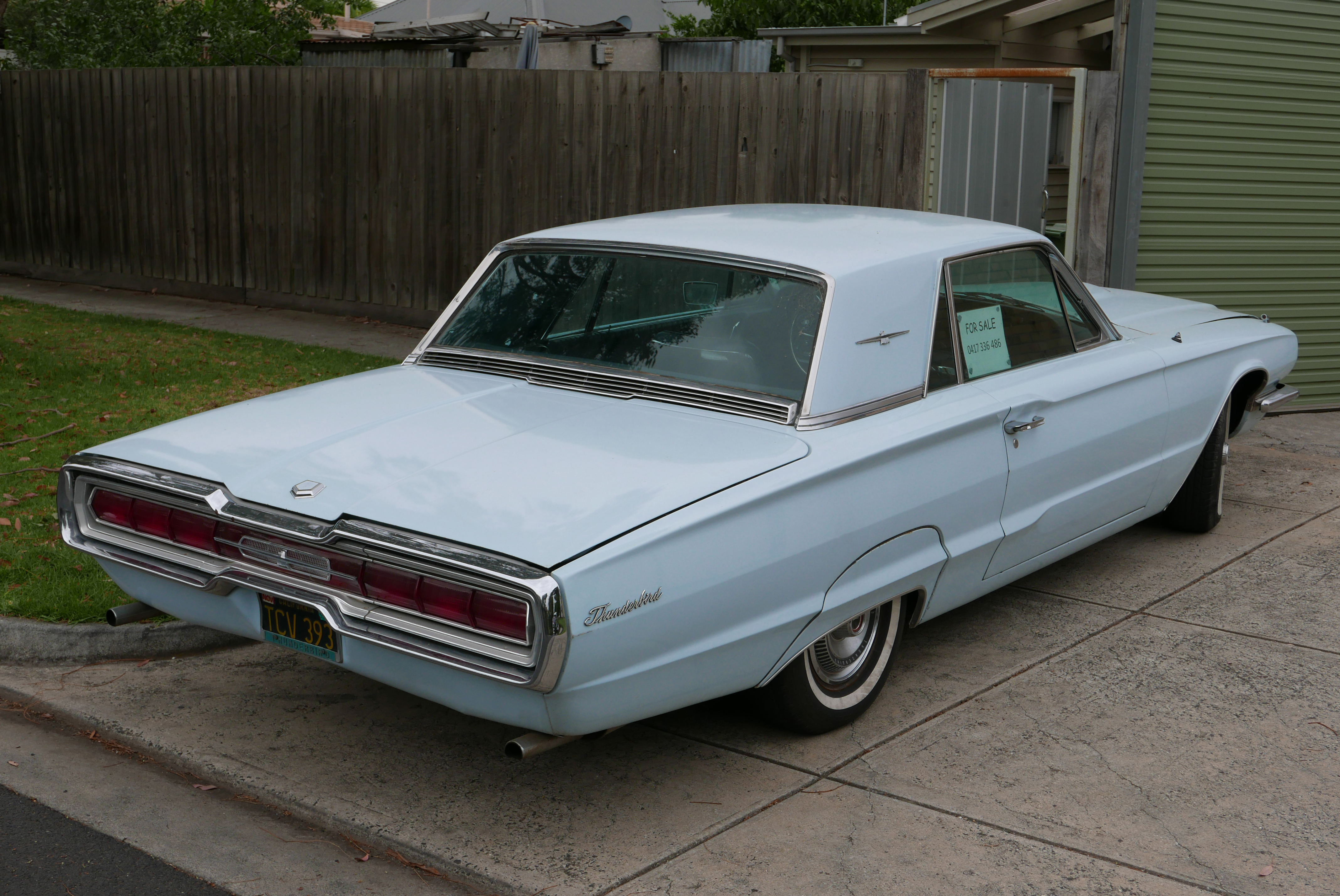
Ford Thunderbird IV – tył

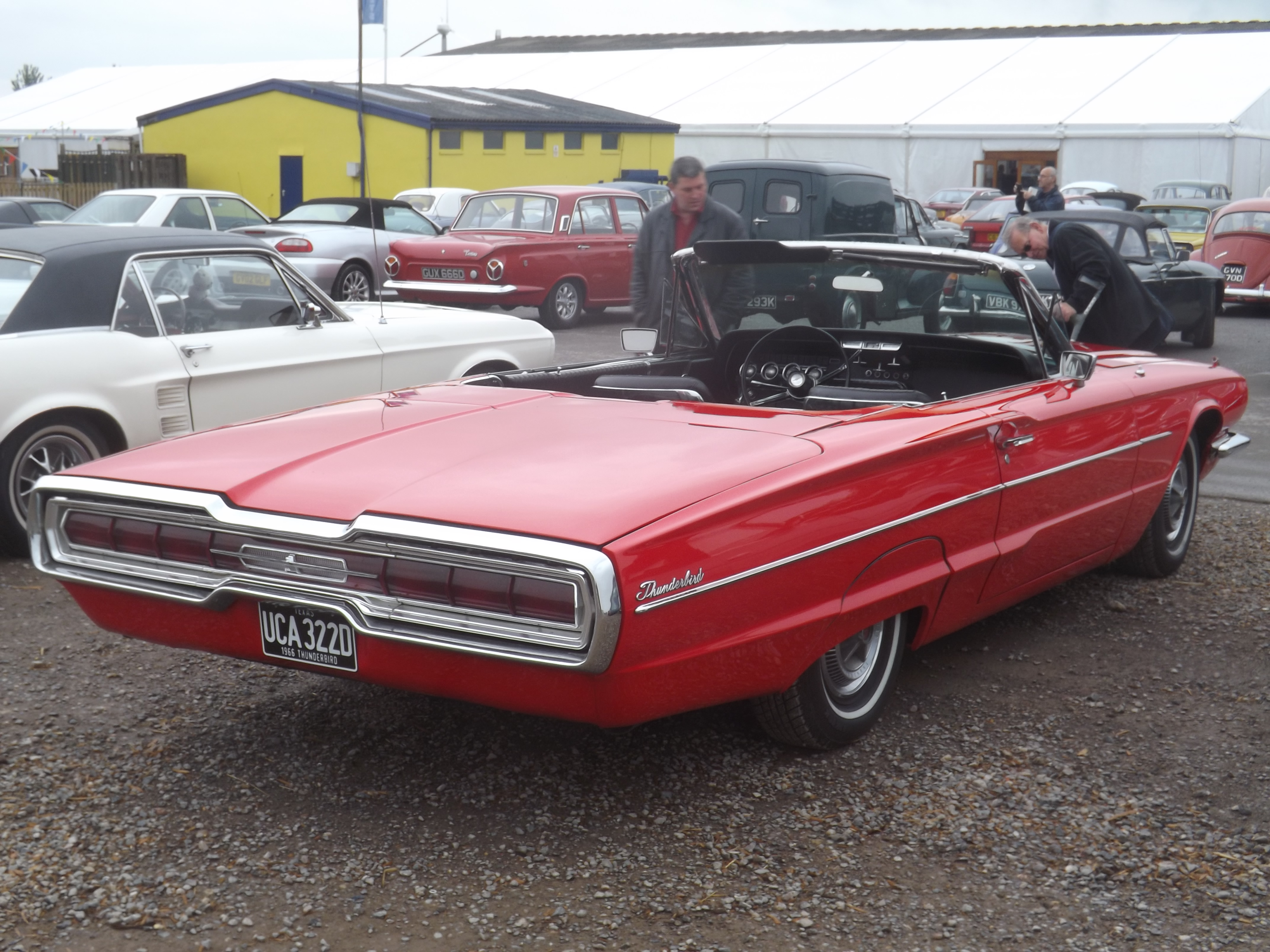
Ford Thunderbird IV Cabio

Ford Thunderbird IV został zaprezentowany po raz pierwszy w 1963 roku.
Czwarte wcielenie Forda Thunderbirda przeszło stylistyczną ewolucję pod kątem proporcji nadwozia i charakterystycznych rozwiązań stylistycznych. Z przodu pojawiły się kształty nawiązujące do pierwszego wcielenia produkowanego wówczas Forda Mustanga, natomiast z tyłu pojawiły się charakterystyczne podłużne, wąskie lampy biegnące przez niemal całą szerokość pasa.

### Silniki
- V8 6.4l FE
- V8 7.0l FE

## Piąta generacja

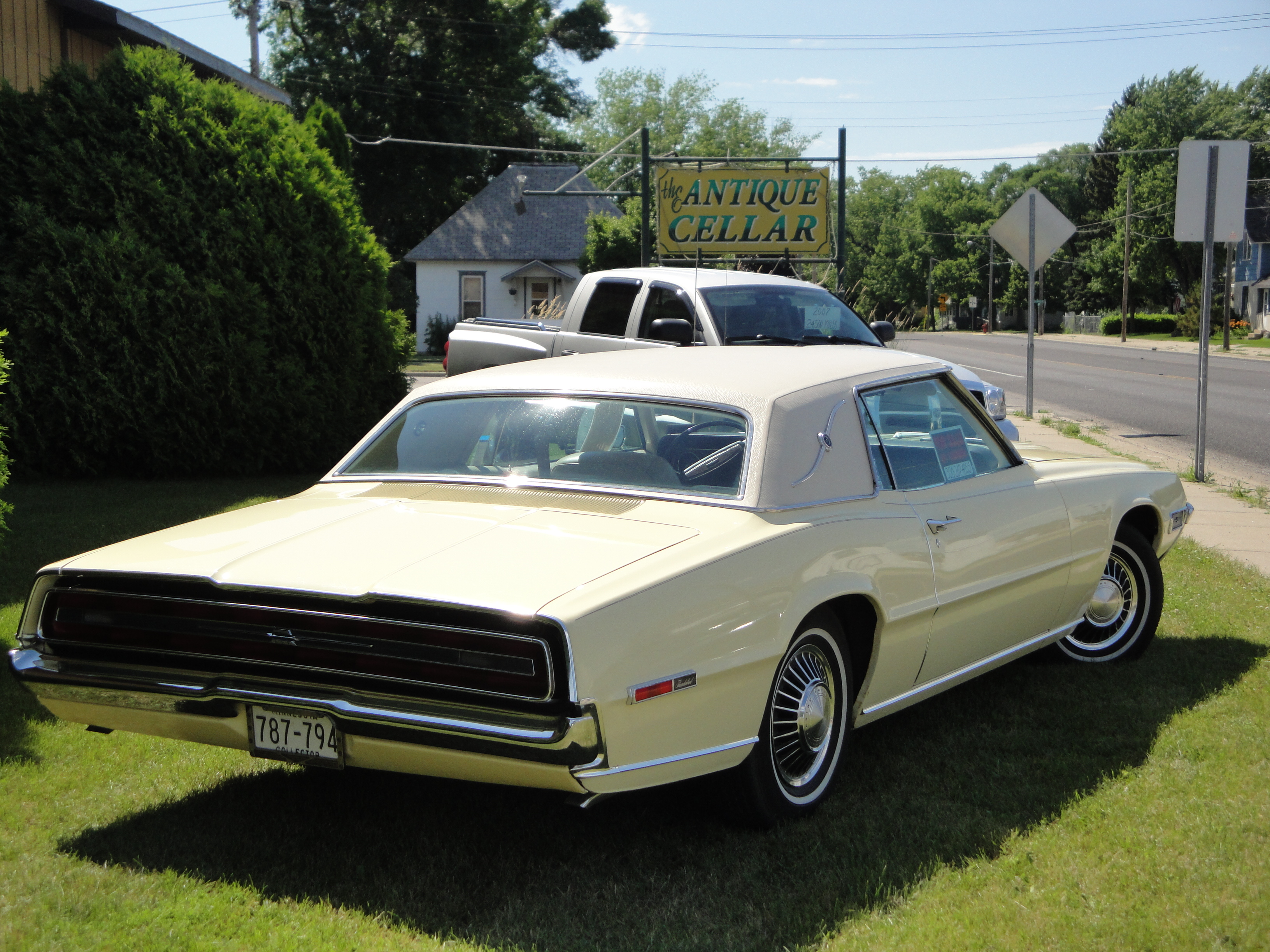
Ford Thunderbird V – tył

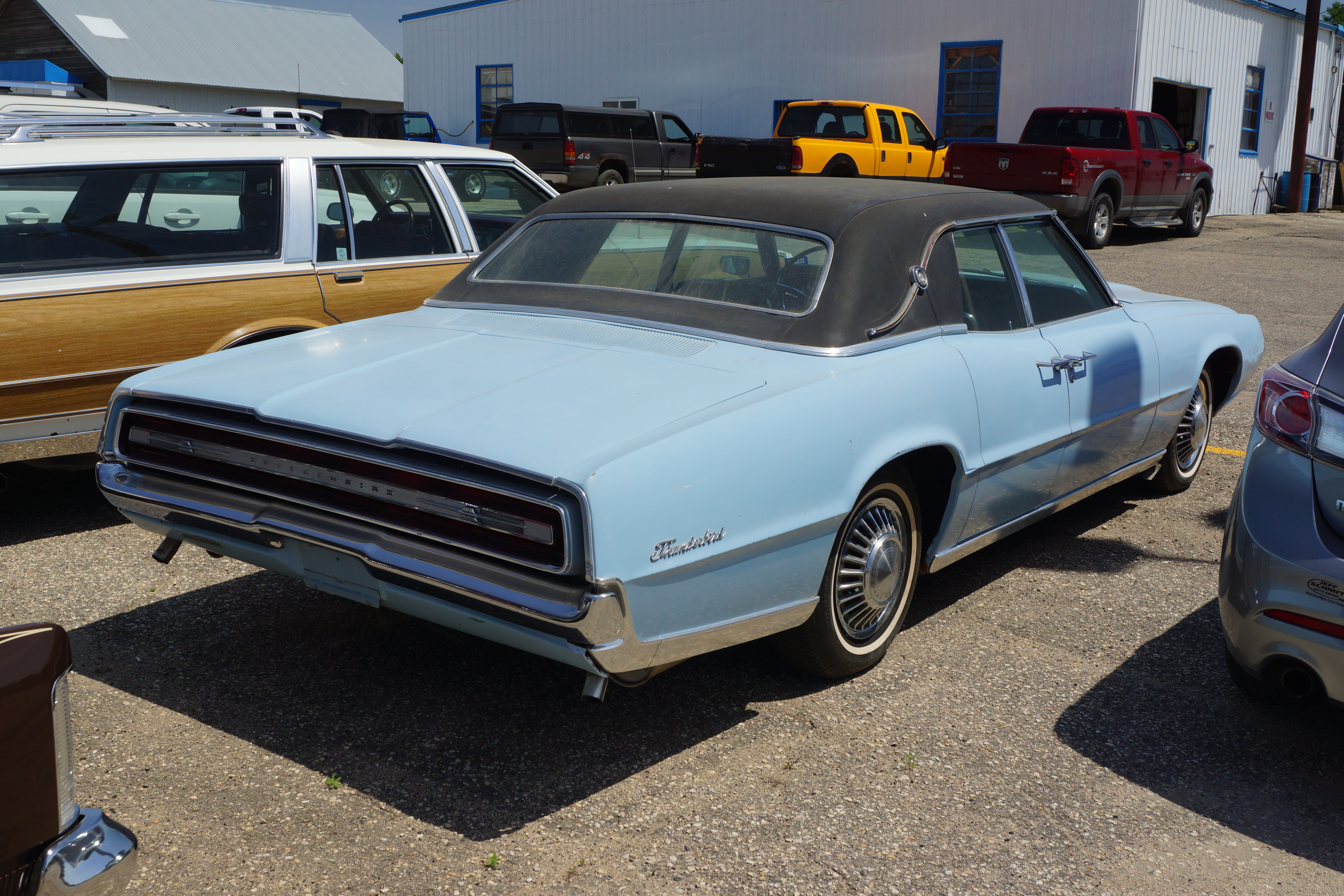
Ford Thunderbird V Landau Sedan

Ford Thunderbird V został zaprezentowany po raz pierwszy w 1967 roku.
Piąta generacja Forda Thunderbirda utrzymana została w stylistyce zgodnej z trendami panującymi w amerykańskiej motoryzacji pod koniec lat 60. XX wieku. Samochód zyskał bardziej zachowawcze, ale równie masywne proporcje nadwozia, pozbawione wielokształtnych ozdobników i urozmaiceń. Charakterystycznym elementem były chowane przednie reflektory, zamontowane były na obrotowych częściach pasa przedniego. Ofertę nadwoziową po raz pierwszy wzbogaciła wersja czterodrzwiowa, z drugą parą drzwi otwieraną w przeciwnym kierunku.

### Silniki
- V8 6.4l FE
- V8 7.0l FE

## Szósta generacja

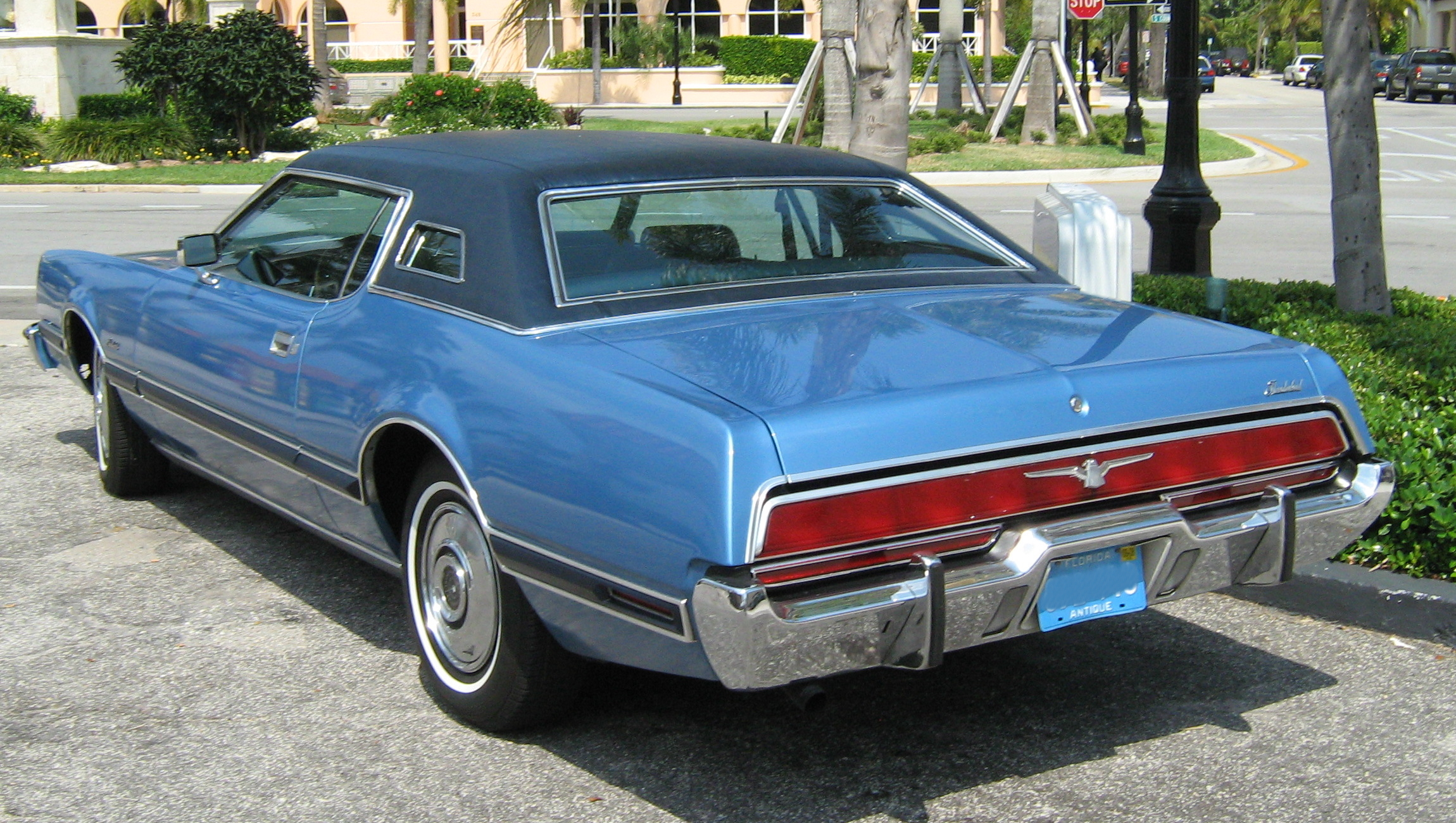
Ford Thunderbird VI – tył

Ford Thunderbird VI został zaprezentowany po raz pierwszy w 1971 roku, na 1972 rok modelowy.
Szósta generacja Thunderbirda po raz pierwszy w historii nie była oferowana w wariancie z otwartym dachem – gama nadwoziowa oparta została jedynie na dwudrzwiowym hardtop coupe. Znakiem rozpoznawczym stał się tym razem przód ze specyficznym, trójkątnym szpicem tworzącym atrapę chłodnicy. Producent nie zrezygnował też z podłużnych, tylnych lamp biegnących przez całą szerokość tylnej części nadwozia.
Cena bazowa w pierwszym roku wynosiła 5293 dolary, a wyprodukowano ich 57 814.

### Silniki
- V8 7.0l FE
- V8 7.5l FE

## Siódma generacja

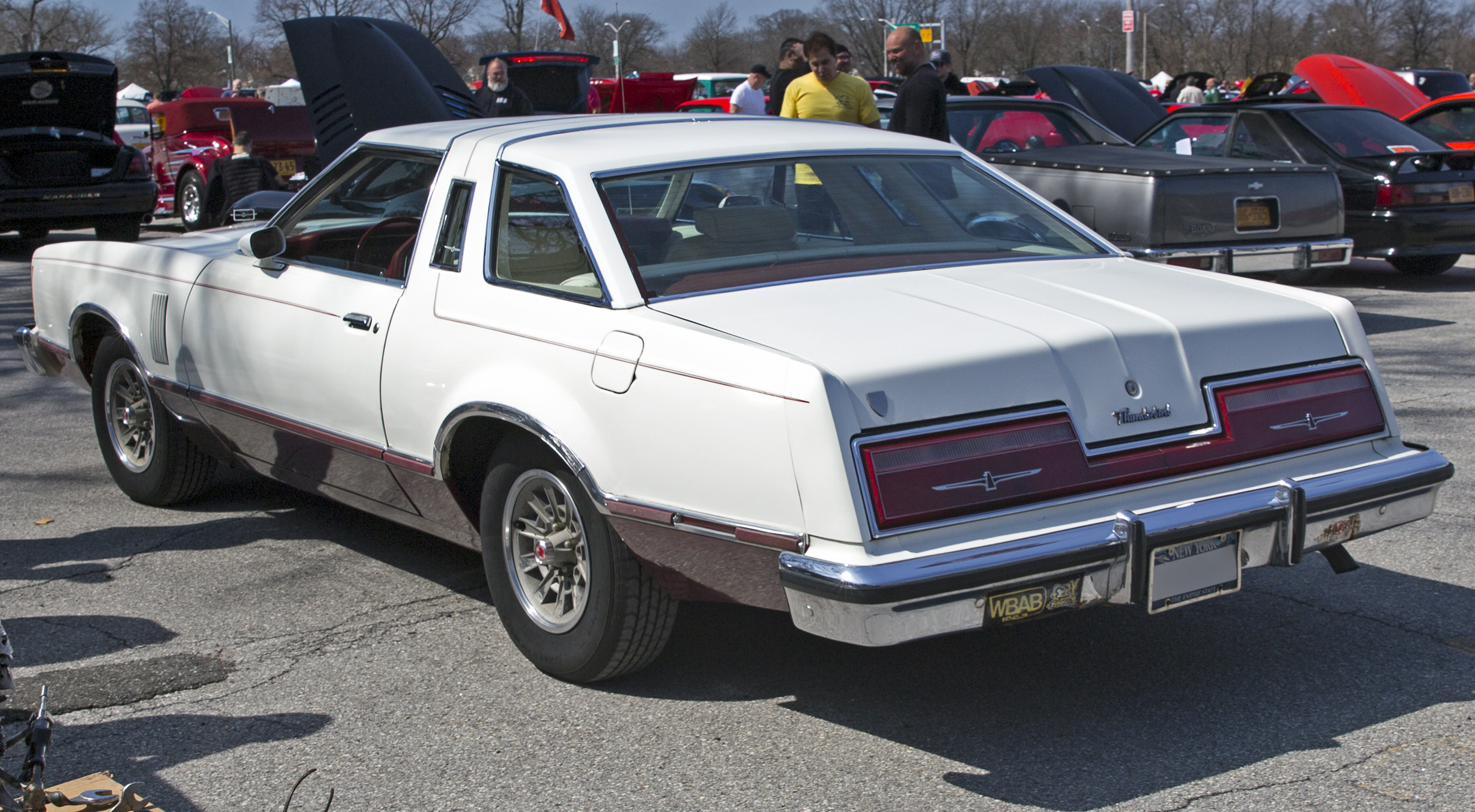
Ford Thunderbird VII – tył

Ford Thunderbird VII został zaprezentowany po raz pierwszy w 1976 roku.
Siódma generacja Thunderbirda była rozwinięciem koncepcji zastosowanej przez poprzednika. Samochód oferowany był tylko jako coupe, które utrzymano w kanciastych proporcjach. Producent zdecydował się jednak na wyraźne zmiany w wyglądzie. Pojawił się duży zwis przedni, charakterystyczna, rozbudowana na potrzeby drugiego rzędu siedzeń kabina pasażerska oraz kanciaste kształty nadwozia.

### Silniki
- V8 4.9l Windsor
- V8 5.8l 351W
- V8 5.8l 351M
- V8 6.6l Cleveland

## Ósma generacja

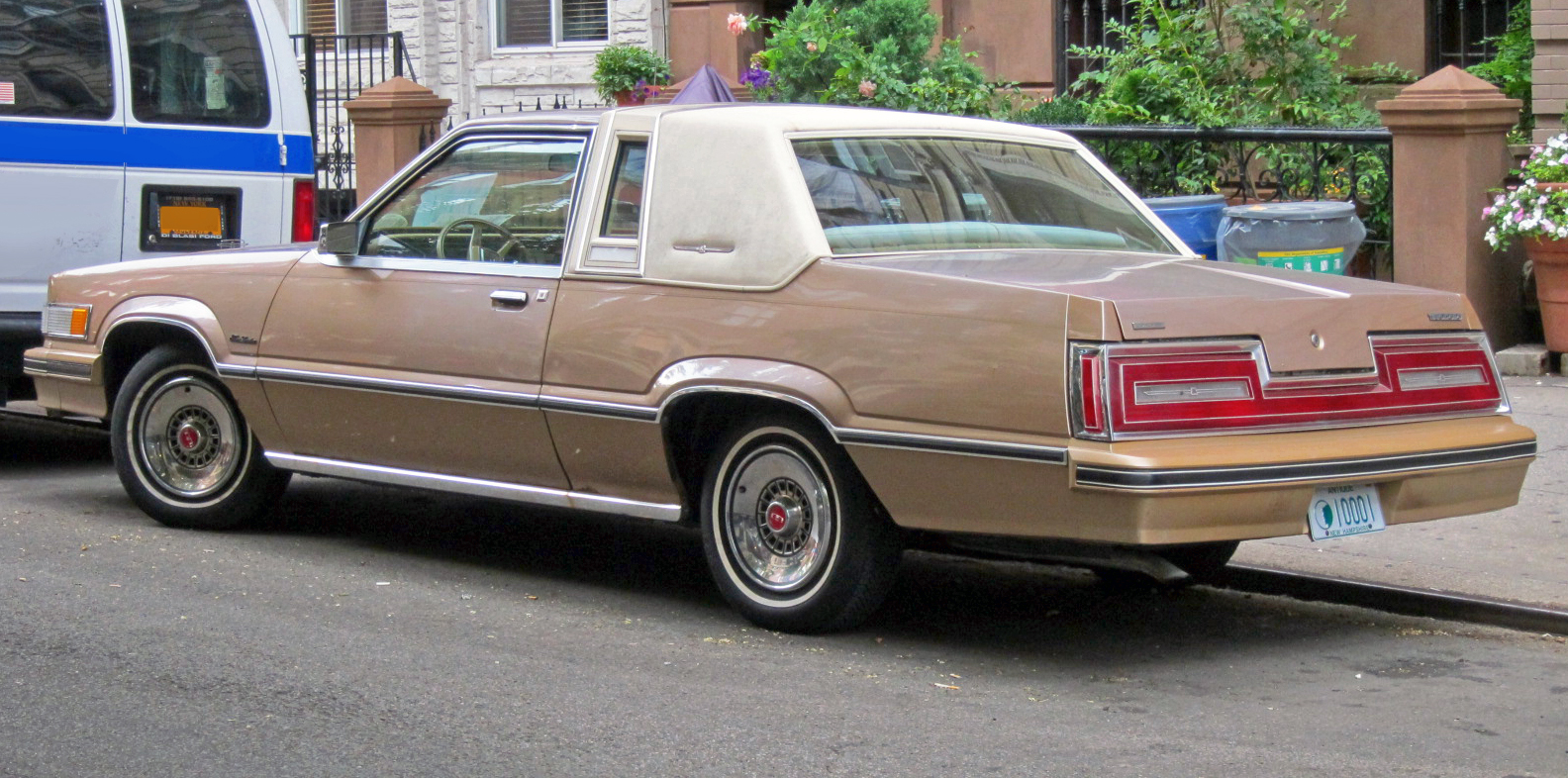
Ford Thunderbird VIII – tył

Ford Thunderbird VIII został zaprezentowany po raz pierwszy w 1979 roku.
Ford Thunderbird ósmej generacji przeszedł głęboki zakres zmian w porównaniu do poprzednika. Pojawiły się charakterystyczne, wąskie, zachodzące na boki reflektory przypominające kształtem pasek, a tylne lampy dla odmiany zachowały formę z poprzednika jako jednoczęściowy pas świetlny. Zmniejszyła się powierzchnia szklana okalająca kabinę pasażerską – zniknęły charakterystyczne duże szyby na wysokości drugiego rzędu siedzeń.

### Silniki
- L6 3.3l Thriftpower Six I6
- V8 3.8l Essex
- V8 4.2l Windsor
- V8 4.9l Windsor

## Dziewiąta generacja

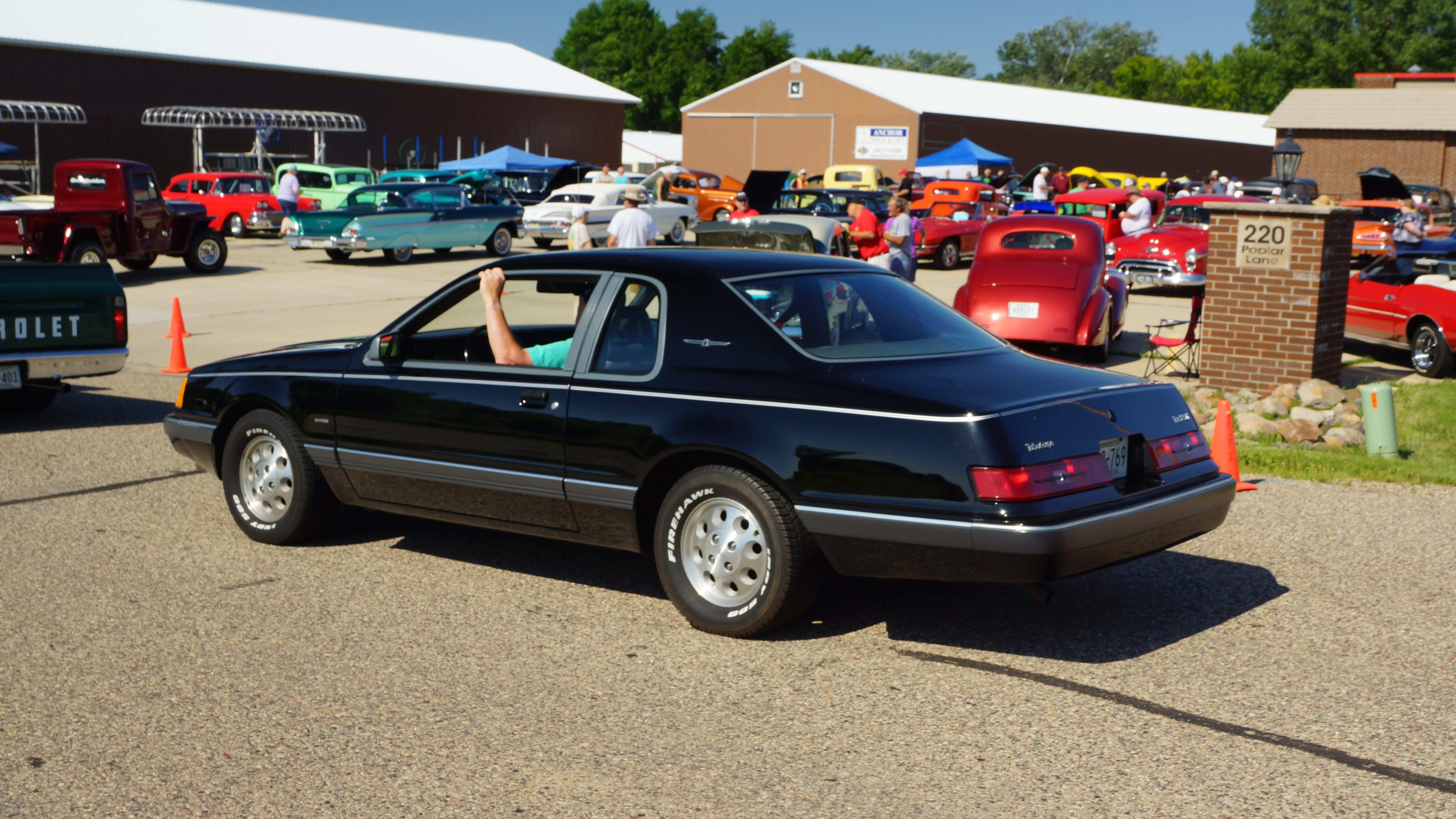
Ford Thunderbird IX – tył

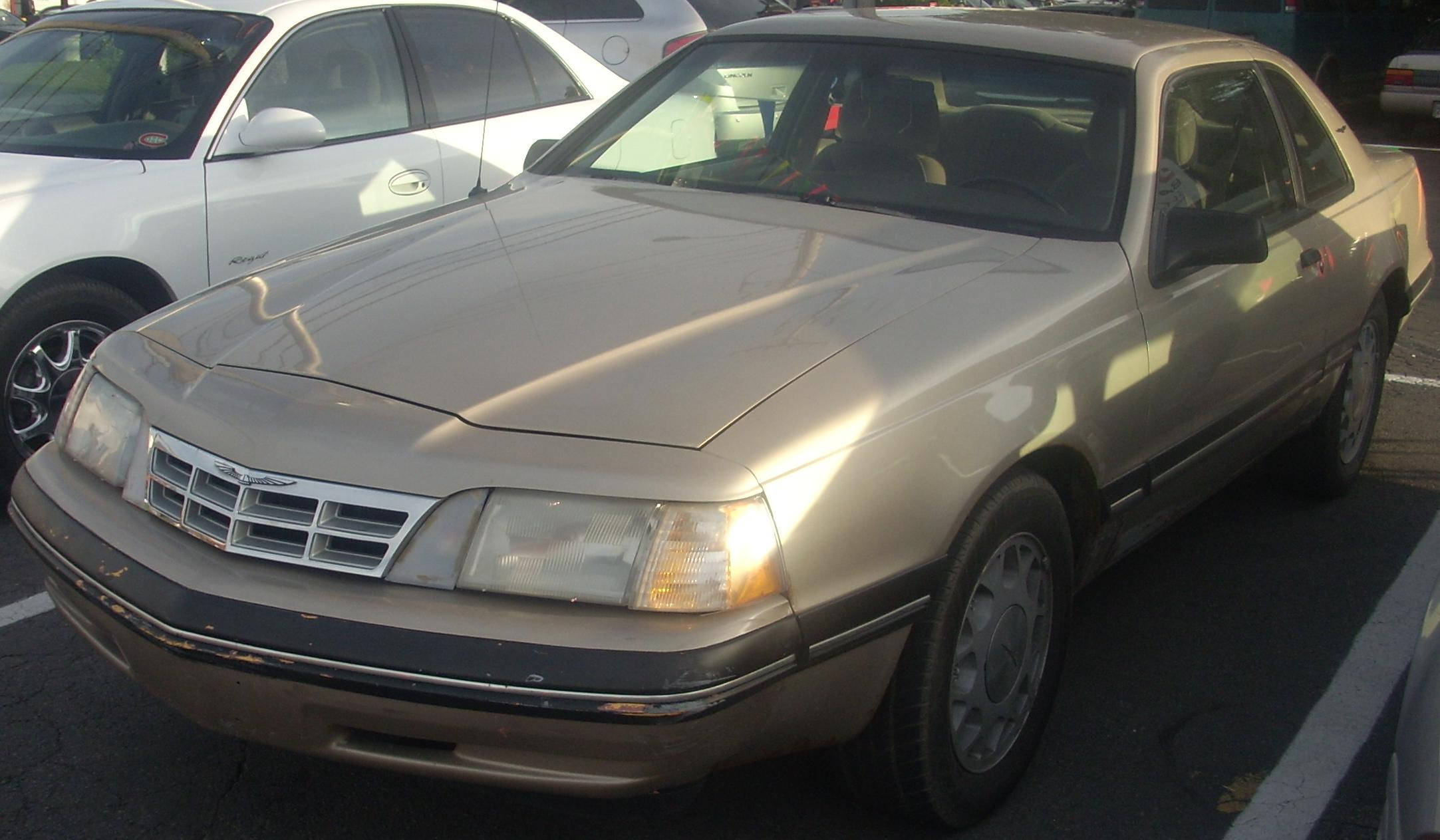
Ford Thunderbird IX po liftingu

Ford Thunderbird IX został zaprezentowany po raz pierwszy w 1982 roku.
Dziewiąta generacja Forda Thunderbirda przeszła radykalne zmiany – samochód całkowicie zerwał z awangardowymi, barokowymi proporcjami poprzednika na rzecz łagodniej poprowadzonych linii nadwozia i ogólną stylistyką nadwozia mniej odróżniającą ten model od innych pojazdów w ówczesnej ofercie Forda. Thunderbird IX zyskał charakterystyczną, prostokątną atrapę chłodnicy w układzie kratki.

### Lifting
W 1986 roku samochód przeszedł modernizację, w ramach której dwuczęściowe reflektory zastąpiły jednoczęściowe. Opcjonalnie samochód nie miał też atrapy chłodnicy na wysokości reflektorów, gdzie zamiast tego pojawiło się wyeksponowane logo modelu – ptak.

### Silniki
- L4 2.3 L Lima
- V6 3.8l Essex
- V8 5.0l Windsor

## Dziesiąta generacja

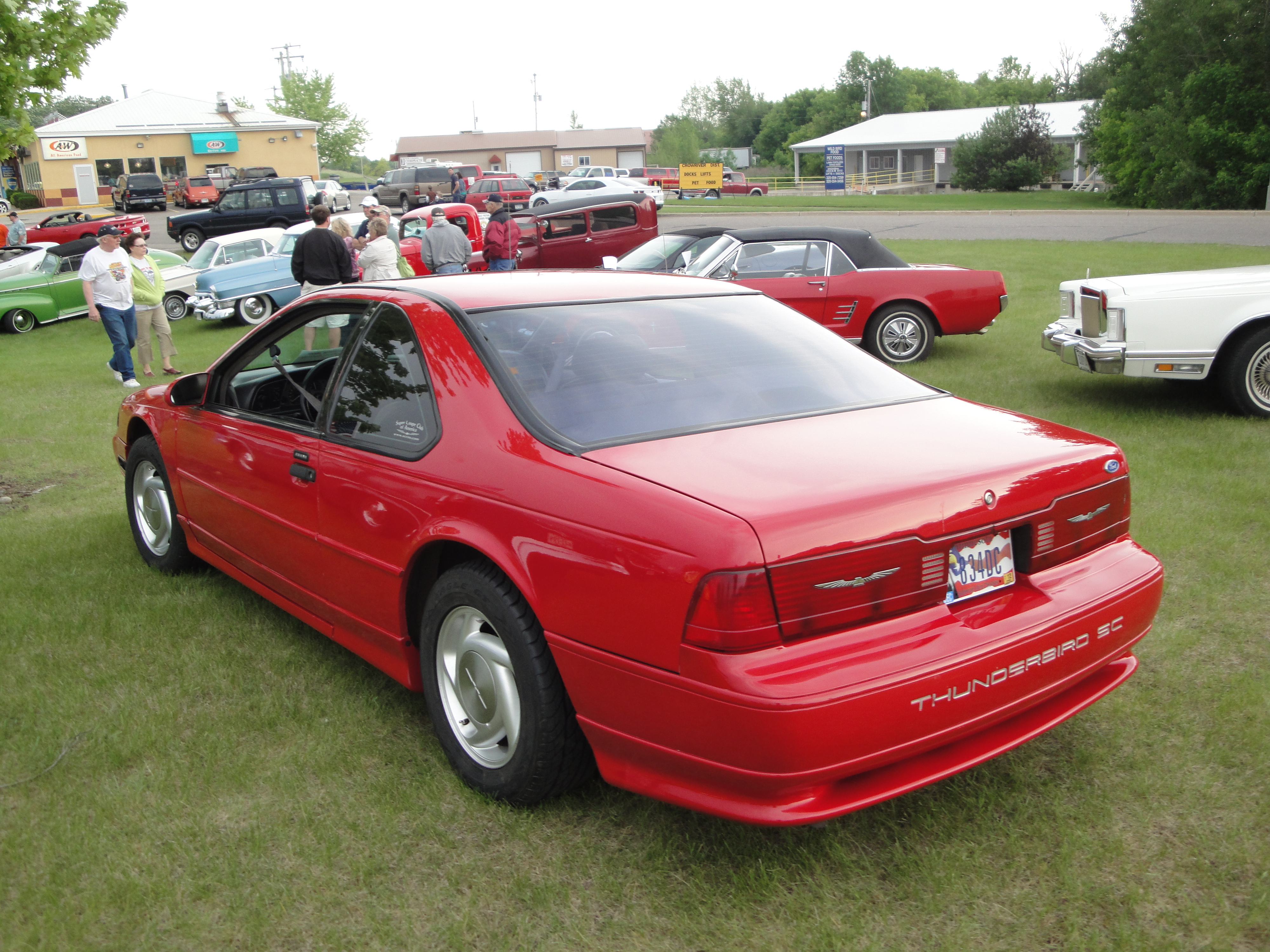
Ford Thunderbird X - tył

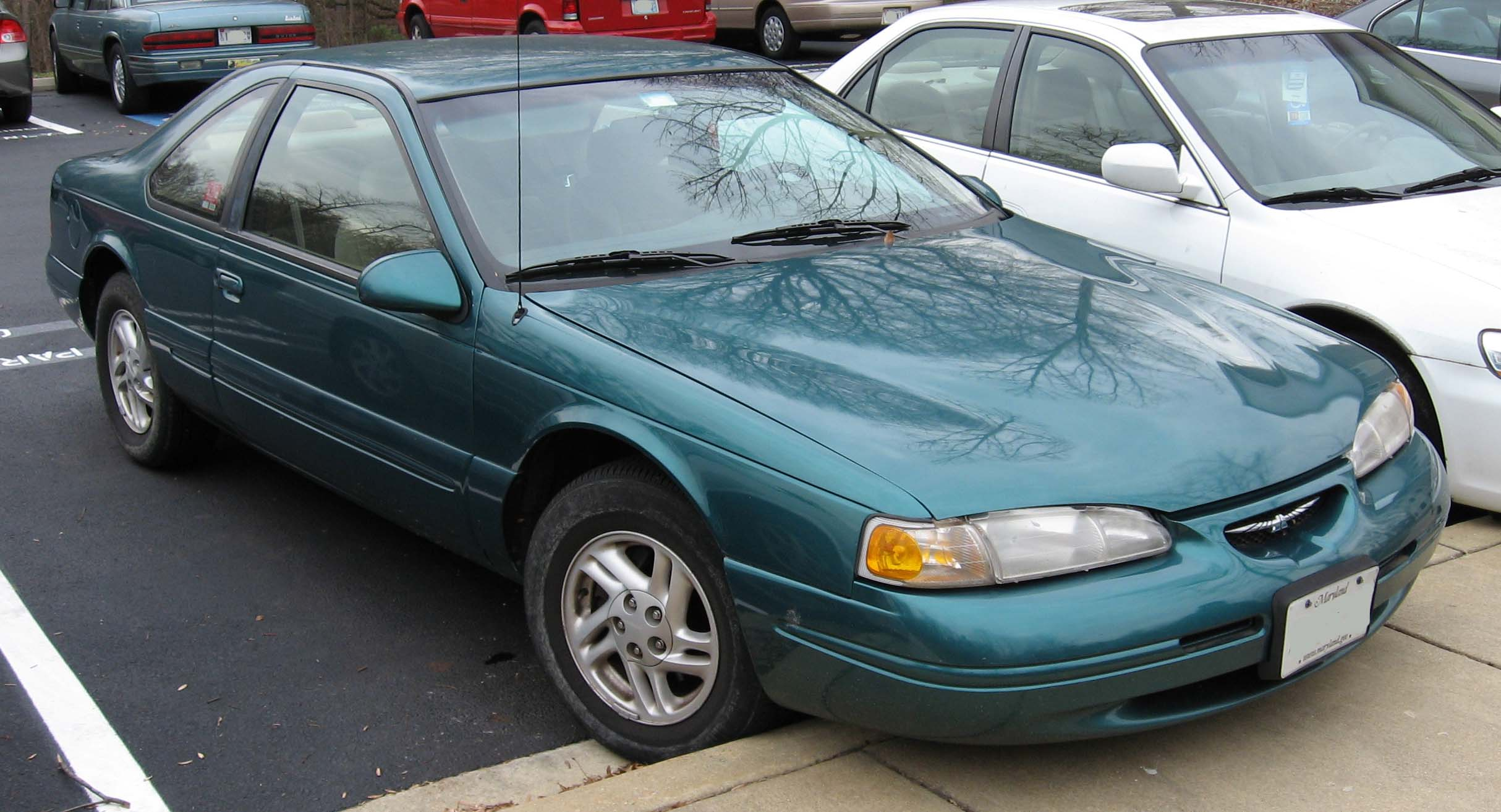
Ford Thunderbird X po liftingu

Ford Thunderbird X został zaprezentowany po raz pierwszy w 1988 roku.
Dziesiąta generacja Forda Thunderbird zadebiutowała pod koniec lat 80., podobnie jak poprzednik – zyskując mniej ekstrawaganckie kształty i więcej cech wspólnych z pozostałymi modelami Forda, co było popularne wśród amerykańskich producentów w tym czasie. Z przodu pojawiły się charakterystyczne, wąskie reflektory, natomiast tył dominowały – będące już symbolem tego modelu – wąskie, podłużne reflektory z umieszczonym na nich logo linii modelowej Thunderbird.

### Lifting
W 1994 roku Thunderbird X przeszedł drobną modernizację nadwozia, która oparła się głównie na przemodelowaniu przedniego zderzaka. Z 9-letnim stażem rynkowym, był to najdłużej produkowany Thunderbird w historii.

### Silniki
- V6 3.8l Essex
- V6 3.8l Essex doładowany mechanicznie
- V8 4.6l Modular
- V8 4.9l Windsor

## Jedenasta generacja

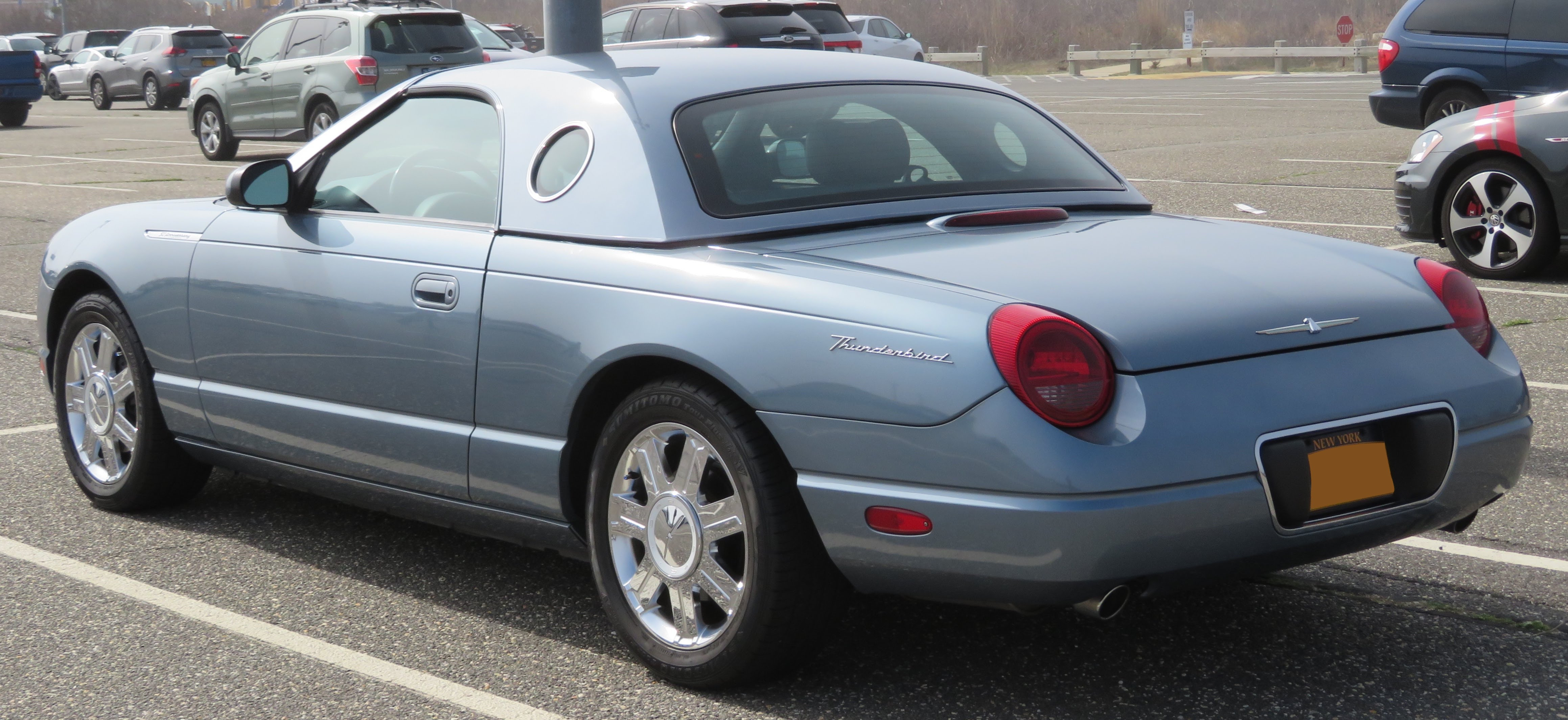
Ford Thunderbird XI – tył

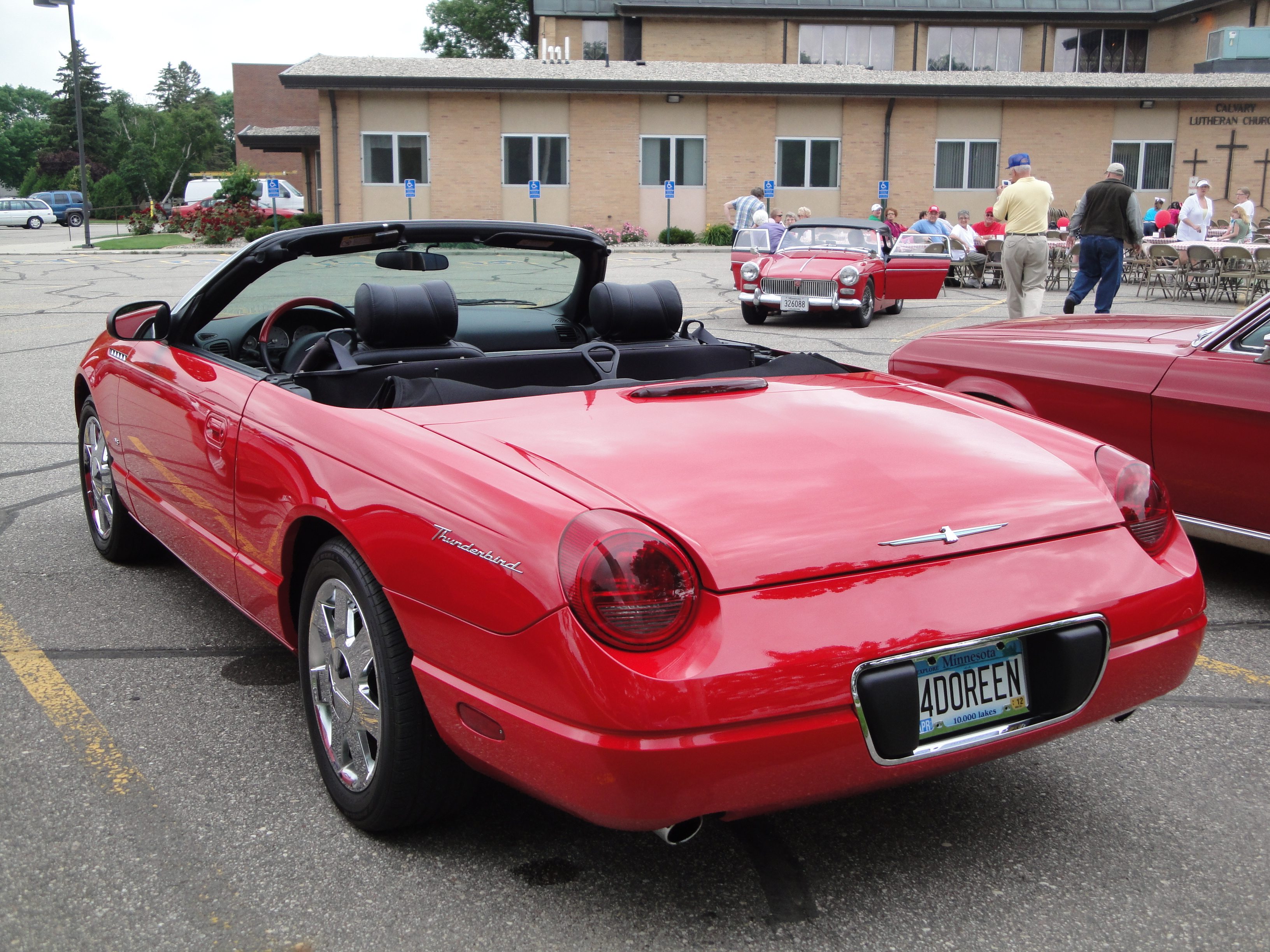
Ford Thunderbird XI Cabrio

Ford Thunderbird XI został zaprezentowany po raz pierwszy w 2001 roku.
Po tym, jak po raz pierwszy w 43-letniej wówczas historii modelu Thunderbird zakończono jego produkcję w 1997 roku bez następcy, samochód zniknął z gamy Forda na kolejne 3 lata. Na reaktywację modelu pod postacią jedenastej generacji producent zdecydował się ostatecznie w połowie 2001 roku, prezentując nowoczesną interpretację w stylu retro nawiązującą do klasycznych poprzedników sprzed pół wieku.
Charakterystycznymi elementami wyglądu stały się okrągłe reflektory i lampy, duża chromowana atrapa chłodnicy, brak logotypów Forda na rzecz unikalnego znaczka linii modelowej oraz dużo chromowanych ozdobników. Pod kątem technicznym, Thunderbird XI był technicznym bliźniakiem modeli Lincoln LS i Jaguar S-Type, dzieląc z nimi platformę.
W lipcu 2005 roku, po zaledwie 4 latach produkcji, Ford podjął decyzje o zakończeniu produkcji modelu bez następcy, tym razem trwale usuwając go ze swojego portfolio w Ameryce Północnej. Łącznie przez 51 lat produkcji Ford wyprodukował 4,4 miliona Thunderbirdów.

### Silnik
- V8 3.9l AJ35